# ТЕЦ Щецин
ТЕЦ Щецин — теплоелектроцентраль у однойменному місті на північному заході Польщі.

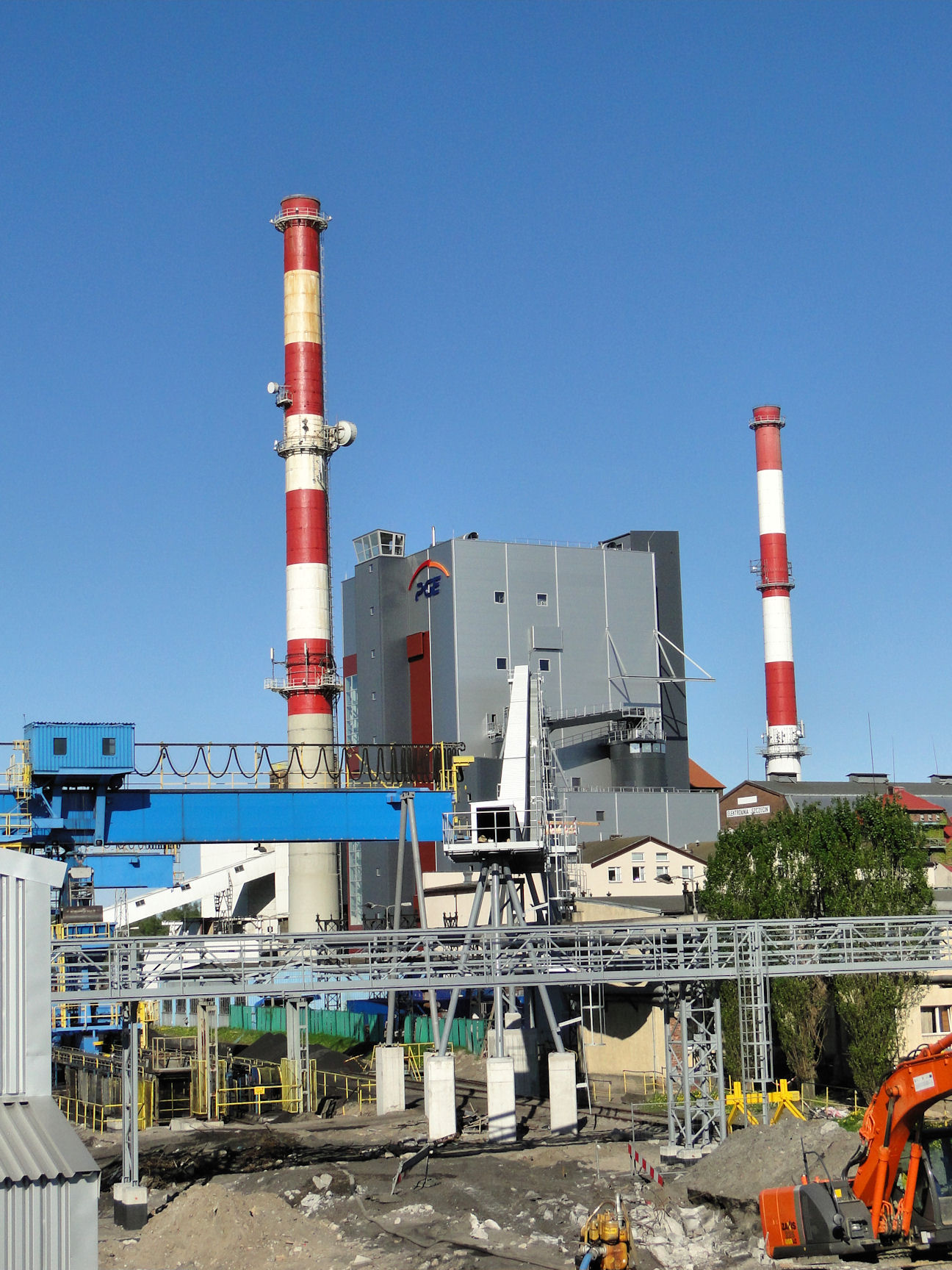
Котел на біомасі

У 1916-му в Штеттіні (котрий на той час належав Німеччині) запрацювала муніципальна вугільна електростанція Gross Kraftwek Stettin, котра після кількох розширень досягла у 1934-му потужності 86,8 МВт. ТЕС, оснащена турбінами місцевого виробника Aktien-Gesellschaft Vulcan Stettin, завершила своє існування у 1945-му, коли її обладнання вивезли до СРСР.
Після війни за відновлення майданчика узялись поляки, котрі стали новими володарями міста. Зокрема, між 1952 та 1958 роками тут спорудили центральну котельню із п'ятьма вугільними паровими котлами: одним виробництва Cegielski, здатним продукувати 40 тонн пари на годину, двома від австрійської компанії Pauker з показниками по 130 тонн на годину та двома виготовленими WEB DAMEK-EKM, котрі забезпечували по 50 тонн пари на годину.
У 1970-му станцію пристосували для постачання теплової енергії лівобережній частині Щецина. А в 1975-му для покриття пікових навантажень в теплосистемі змонтували водогрійний котел радянського виробництва PTWM 50 потужністю 42 МВт, призначений для роботи на мазуті.
У 2000-му на ТЕЦ встановили нову теплофікаційну турбіну 4UCK65 виробництва філії концерну Alstom у Ельблонзі (до 1990-го випускала продукцію під маркою Zamech). З 2012-го вона отримує живлення від котла на біомасі OF-230.
Станом на другу половину 2010-х електрична потужність станції становила 76 МВт при тепловій на рівні 162 МВт (в тому числі 120 МВт за рахунок зазначеної вище теплофікаційної турбіни).